# El Reno Renardo (álbum)
El Reno Renardo (2007 es el primer álbum del grupo español El Reno Renardo. Y la primera producción musical del grupo ya formado.
La portada representa a un reno (El reno "Renardo").
En este disco, se encuentran temas cotidianos y alguna parodia de canciones conocidas.

## Lista de canciones
| Pista | Nombre                    | Duración |
| ----- | ------------------------- | -------- |
| 1     | Cipote Ancho              | 02:07    |
| 2     | No quiero ir al Gym       | 04:52    |
| 3     | El Reno Renardo           | 04:37    |
| 4     | Imbécil                   | 03:30    |
| 5     | Camino Moria              | 04:27    |
| 6     | Yonkis Sobre Ruedas       | 03:55    |
| 7     | Espera Farru Que Me Quito | 02:52    |
| 8     | Doctor Luis               | 03:59    |
| 9     | Ni Una Sola Parada        | 03:41    |
| 10    | Imagina                   | 02:59    |
| 11    | Mierda                    | 03:27    |
| 12    | Toroturadores             | 03:23    |
| 13    | Zapping (Part I)          | 03:37    |